# PR-239
A Rodovia PR-239 é uma estrada pertencente ao governo do Paraná que liga a divisa com o Estado de São Paulo (na altura das cidades de Sengés/PR e Itararé/SP) com a BR-163/BR-467 na cidade de Quatro Pontes, na região oeste do Estado.
A rodovia PR-239 coincide com a PR-160 no trecho entre a localidade de Lagoa até o entroncamento com a PR-441 em Reserva. Também possui trechos coincidentes com a PR-151, a PR-340, a PR-364, a BR-369, a PR-317 e a PR-182.

## Denominações
- Rodovia Vassílio Boiko, no trecho entre o entroncamento com a PR-462, em Iretama e a BR-369, de acordo com a Lei Estadual 7.751 de 25 de outubro de 1983.
- Rodovia José Adamowicz, no trecho entre o entroncamento com a PR-160, em Reserva e a BR-487 em Três Bicos, de acordo com a Lei Estadual 8.245 de 13 de janeiro de 1986.
- Rodovia Padre Felipe Sierra Ruiz, no trecho entre o entroncamento com a PR-317, em Jesuítas e a PR-364 em Assis Chateaubriand, de acordo com a Lei Estadual 12.091 de 11 de março de 1998.

## Trechos da Rodovia
A rodovia possui uma extensão total de aproximadamente 631,5 km (incluindo 136,2 km de trechos apenas planejados), podendo ser dividida em 33 trechos, conforme listados a seguir:
| Ponto de referência                               | Extensão do trecho | Extensão acumulada | Situação        |
| ------------------------------------------------- | ------------------ | ------------------ | --------------- |
| Divisa PR/SP (Itararé/SP)(SP-258)                 | ---                | 0 km               | ---             |
| Entroncamento PR-151 (Sengés)                     | 12,3 km            | 12,3 km            | Pavimentado     |
| Entroncamento PR-151 (B)                          | 9,8 km             | 22,1 km            | Pavimentado     |
| Entroncamento PR-092 (Arapoti)                    | 32,1 km            | 54,2 km            | Planejado       |
| Entroncamento PR-090                              | 42,85 km           | 97,05 km           | Pavimentado     |
| Entroncamento PR-531                              | 5,2 km             | 102,25 km          | Pavimentado     |
| Ventania                                          | 6,6 km             | 108,85 km          | Pavimentado     |
| Entroncamento PR-160 (Localidade de Lagoa)        | 32,1 km            | 140,95 km          | Planejado       |
| Localidade de Harmonia                            | 13,25 km           | 154,2 km           | Pavimentado     |
| Viaduto de Telêmaco Borba                         | 5,6 km             | 159,8 km           | Pavimentado     |
| Entroncamento PR-340 (A)                          | 8,8 km             | 168,6 km           | Pavimentado     |
| Entroncamento PR-340 (B)                          | 2,15 km            | 170,75 km          | Pavimentado     |
| Entroncamento BR-376 (Imbaú)                      | 12,4 km            | 183,15 km          | Pavimentado     |
| Entroncamento PR-160/PR-441 (Reserva)             | 31,1 km            | 214,25 km          | Não pavimentado |
| Entroncamento BR-487 (Localidade de Três Bicos)   | 48,4 km            | 262,65 km          | Pavimentado     |
| Entroncamento PR-170/PRT-466 (Pitanga)            | 72 km              | 334,65 km          | Planejado       |
| Entroncamento PR-460                              | 7,4 km             | 342,05 km          | Pavimentado     |
| Entroncamento PR-462 (Roncador)                   | 61,8 km            | 403,85 km          | Não pavimentado |
| Nova Cantu                                        | 34,9 km            | 438,75 km          | Pavimentado     |
| Entroncamento PR-364/PR-471 (Campina da Lagoa)    | 27,6 km            | 466,35 km          | Pavimentado     |
| Entroncamento BR-369 (A)                          | 14,9 km            | 481,25 km          | Pavimentado     |
| Entroncamento PR-925 (acesso a Ubiratã)           | 12,4 km            | 493,65 km          | Pavimentado     |
| Entroncamento BR-369 (B)                          | 23,75 km           | 517,4 km           | Pavimentado     |
| Entroncamento PR-180/PR-575 (Nova Aurora)         | 9,5 km             | 526,9 km           | Pavimentado     |
| Iracema do Oeste                                  | 14 km              | 540,9 km           | Pavimentado     |
| Entroncamento PR-317 (A) (Jesuítas)               | 10 km              | 550,9 km           | Pavimentado     |
| Início da Pista Dupla (Assis Chateaubriand)       | 12,9 km            | 563,8 km           | Pavimentado     |
| Entroncamento PR-364/PR-486                       | 3,3 km             | 567,1 km           | Duplicado       |
| Entroncamento PR-581                              | 21,3 km            | 588,4 km           | Pavimentado     |
| Entroncamento PR-317 (B)                          | 3,8 km             | 592,2 km           | Pavimentado     |
| Entroncamento PR-182 (A)                          | 9,7 km             | 601,9 km           | Não pavimentado |
| Entroncamento PR-182 (B)                          | 1,75 km            | 603,65 km          | Pavimentado     |
| Entroncamento PR-589 (Localidade de Novo Sarandi) | 20,25 km           | 623,9 km           | Pavimentado     |
| Entroncamento BR-163/BR-467 (Quatro Pontes)       | 7,6 km             | 631,5 km           | Pavimentado     |

Extensão construída: 495,3 km (78,43%)
Extensão pavimentada: 392,7 km (79,29% do trecho construído, 62,19% da extensão total)
Extensão duplicada: 3,3 km (0,67% do trecho construído, 0,52% da extensão total)